# Journal of Public Economics
Das Journal of Public Economics ist eine wirtschaftswissenschaftliche Zeitschrift, die vom Verlag Elsevier monatlich herausgegeben wird und im Bereich der Öffentlichen Ökonomik führend ist. Derzeitiger gemeinsam leitende Chefredakteure der Zeitschrift sind Nathaniel Hendren und Wojciech Kopczuk.

## Inhalte
Das Ziel des Journal of Public Economics ist es originäre wissenschaftliche Beiträge zu Problemen der Öffentlichen Ökonomik zu fördern, mit einem Schwerpunkt auf die Anwendung moderner Wirtschaftstheorie sowie der Methoden quantitativer Analyse. Das Journal stellt darüber hinaus eine Plattform zur Diskussion über politische Maßnahmen, die für eine internationale Leserschaft relevant ist, dar. Während in den 1970er Jahren die Themen Optimaler Besteuerung und Steuerreform-Theorie im Journal of Public Economics besonders prominent vertreten waren, änderte sich dies in den 1980er Jahren zugunsten der Behandlung von Problemen asymmetrischer Informationsverteilung. In den 1990er Jahren verschob sich der inhaltliche Fokus der Zeitschrift wiederum hin zu Themen wie Bildungsökonomik, Umweltökonomik, Politische Ökonomie und Entwicklungsökonomie. Auch ergab sich ein Trend hin zu einem höheren Anteil empirischer Artikel, von rund 25 % in den 1980er Jahren auf über 40 % in den 1990er Jahren anwachsend.

## Geschichte
Das Journal of Public Economics wurde 1972 infolge einer Initiative der North-Holland Publishing Company geschaffen, da der Verlag der Weiterentwicklung der Öffentlichen Ökonomik von einem Unterfeld der Öffentlichen Finanzwissenschaft und Wohlfahrtsökonomik zu einem eigenständigen Feld der Volkswirtschaftslehre Rechnung tragen wollte. Als erster Chefredakteur der Zeitschrift wurde Tony Atkinson verpflichtet, unterstützt durch Martin Feldstein, Leif Johansson und Joseph Stiglitz als Co-Redakteure. Die erste Heimat des Journals of Public Economics war die University of Essex, später das University College London, ab 1980 die London School of Economics und seit 1998 Cambridge, MA. 1981 wurde die Chefredaktion um Nicholas Stern erweitert. Zu den späteren Chefredakteuren des Journal of Public Economics gehören James Poterba, Roger Gordon und Raj Chetty.
Während Anfang der 1980er Jahre rund 58 % der Artikel aus den Vereinigten Staaten, 33 % aus Europa (UK: 18 %) sowie 10 % aus Kanada stammten, veränderte sich dies in den nächsten zwei Jahrzehnten: Anfang des 21. Jahrhunderts war der Anteil europäischer Beiträge auf 57 % (UK: 17 %) gestiegen, wohingegen die Beteiligung aus den Vereinigten Staaten zurückging (51 %), während die Anteile Kanadas und Ostasiens annähernd konstant blieben. Das Journal of Public Economics pflegt eine intensive Zusammenarbeit mit dem International Seminar for Public Economics (ISPE) und dem National Bureau of Economic Research; zusammen organisieren diese Organisationen Konferenzen zu ökonomischen Fragestellungen, deren Ergebnisse in Sonderauflagen des Journal of Public Economics veröffentlicht werden.

## Rezeption
In einer Studie von Kalaitzidakis et al. (2003) belegte das Journal of Public Economics Platz 19 von 159 ausgewerteten Publikationen, konnte sich jedoch in einer aktualisierten Studie von Kalaitzidakis et al. (2011) auf Platz 9 von 209 verglichenen Publikationen steigern. Im wirtschaftswissenschaftlichen Publikationsranking des Tinbergen-Instituts an der Universität Amsterdam wird das Journal of Public Economics in der Kategorie A („sehr gute allgemeine wirtschaftswissenschaftliche Fachzeitschriften und Spitzenzeitschriften im jeweiligen Fachgebiet“) geführt. Eine weitere Studie der französischen Ökonomen Pierre-Phillippe Combes und Laurent Linnemer listet das Journal mit Rang 14 wirtschaftswissenschaftlichen Zeitschriften in die zweitbeste Kategorie AA ein.